# Yama (godheid)

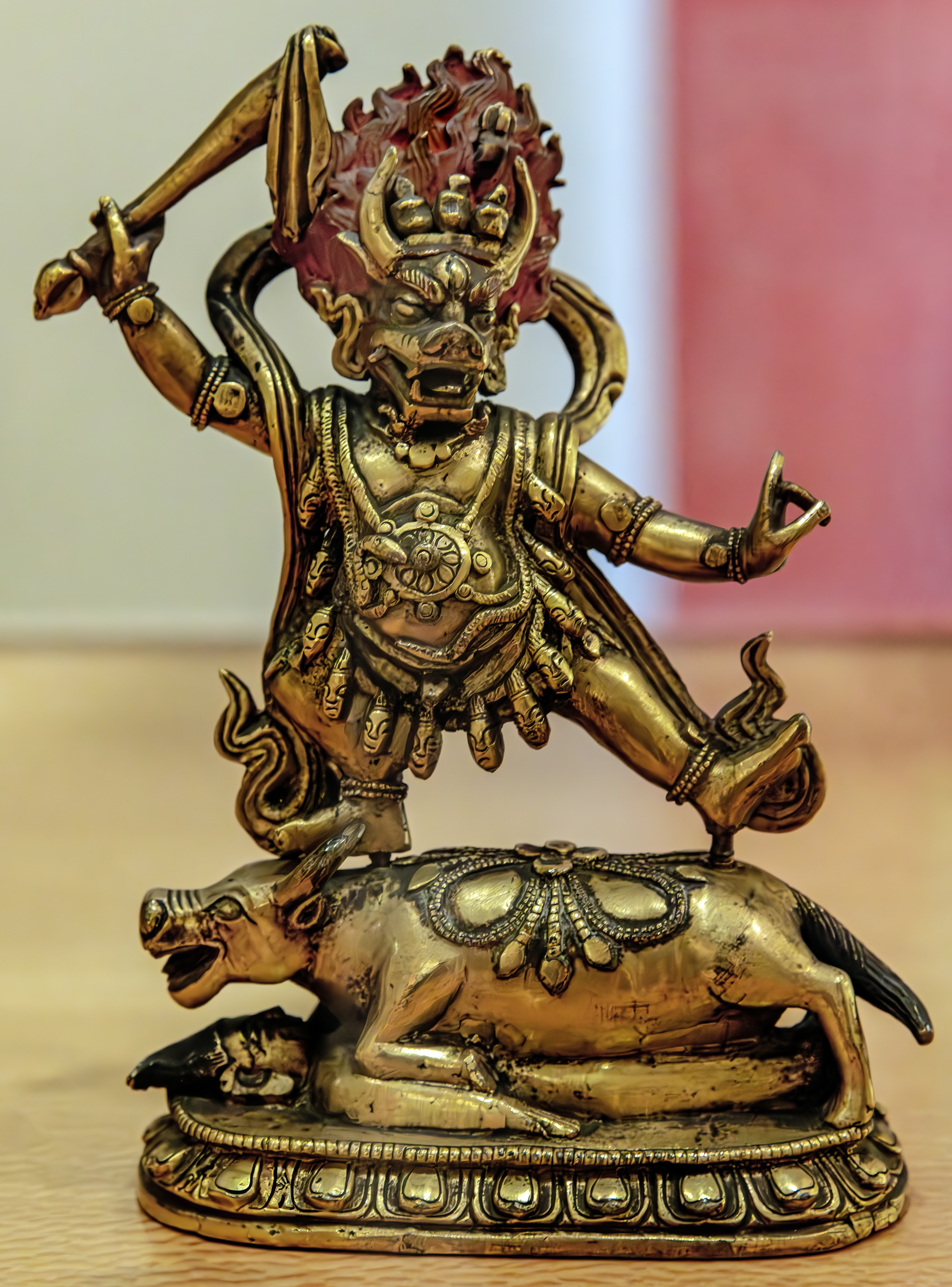
Yama in het boeddhisme, Musée Labit -Frankrijk

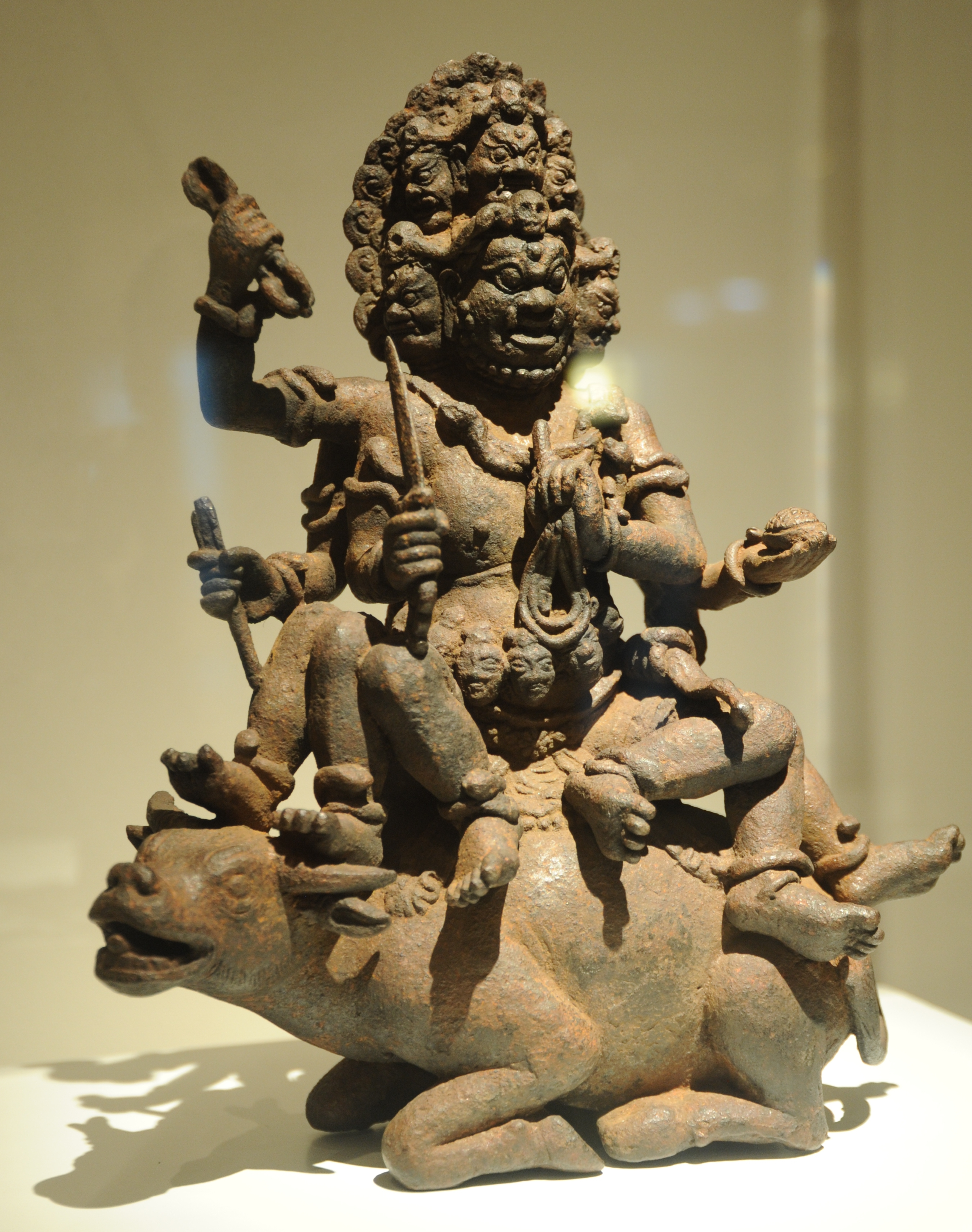
Yama als afgebeeld in Tibet

Yama (Sanskriet:यम) is in het hindoeïsme de god van de dood, rechtvaardigheid en de personificatie van Dharma. Yama is de eerste sterveling, die stierf en de weg naar de andere wereld ontdekte. Hij is de gids voor en rechter over de gestorvenen. 
Hij komt ook voor in het Boeddhisme en de Chinese, Tibetaanse, Koreaanse en Japanse mythologie. Hij wordt ook erkend in het Sikhisme en als Yima in het Zoroastrisme.
Op de dag voor Diwali ook wel Choti Diwali, wordt een diya aangestoken richting het zuiden ter ere van Yama. Deze diya wordt ook wel Yam Deep genoemd. Er wordt aangenomen dat dit de angst voor een vroegtijdige dood beëindigt.

## Familie
Yama is de zoon van Vivasvat (Surya, de zon) en Saranya, de dochter van Tvastri (Viswakarma). Met zijn tweelingzus Yami vormt hij het eerste paar waar de mensheid van afstamt. Zijn ouders hadden door als hengst en merrie te paren nog een tweeling: de Asvins en een zoon Revanta (Raivata). Daarnaast was er de dochter Surya, die tevens de echtgenote was van de Asvins. En Vaivavata Manu was Yama's broer.

## Epitheta
Andere namen van Yama zijn: Dharmaraja (koning van Rechtvaardigheid), Pitripati (heer van de vaderen), Samavurti (die onpartijdig oordeelt), Kala (tijd), Sraddhadeva (de god van begrafenisceremonies), Dandadhara (hij die de gesel draagt), Vaivasvata (zoon van Vivasvata) en Antaka (hij die een eind aan leven maakt).

## Reis naar Yama
In de Veda's gaan de zuivere en goede zielen van de gestorvenen met plezier naar Yama's gezegende koninkrijk, terwijl in de latere Purana's de zielen van de doden, die slechte daden verrichtten tijdens hun leven, naar Yama komen om gestraft te worden.
De ziel van de gestorvene bereikt Yama's koninkrijk in vier uur en veertig minuten. Daarom moet die tijd gewacht worden eer de overledene kan worden gecremeerd. Op zijn reis naar Yama dient de gestorvene zo snel mogelijk de twee honden van Yama (de zonen van Indra's teef Sarama, die elk vier ogen hebben) te passeren. Naast de honden zijn ook de duif en de uil zijn boodschappers. In Yama's aanwezigheid worden alle daden, die Chitragupta geregistreerd heeft, gewogen in de weegschaal. De uitslag bepaalt of de ziel van de gestorvene naar Swarga (de hemel van Indra) gaat of naar de regionen van Naraka (de hel).
Volgens de Vishnu purana is Yama de heer van alle mensen, met uitzondering van de vereerders van Madhusudan (Vishnoe).

## Vijaya
In de Bhavishya purana huwt Yama met Vijaya, de dochter van een brahmaan. Hij waarschuwt haar niet naar het zuidelijke deel van zijn koninkrijk te gaan. Vijaya verdenkt haar echtgenoot er van daar een andere vrouw te hebben. Ze gaat er heen en ziet er hoe de kwade zielen worden gemarteld en onder hen haar eigen moeder. Om haar te bevrijden van haar kwellingen moet op aarde iemand een offer brengen en die verdienste over brengen op de moeder. Iemand blijkt daar toe bereid en Vijaya's moeder wordt uit haar netelige positie bevrijd.

## Kenmerken
Yama wordt vaak afgebeeld als een groene man met rode kleding, een kroon op zijn hoofd en een bloem in zijn haar. In zijn hand houdt hij een knots en hij rijdt op een buffel. 

## Yima en Yimeh
Yama en Yima zijn identiek aan de Indo-Iraanse Yima en Yimeh van de Avesta. In de Avesta is Yima de heer van een aards en Yama in de Rig Veda de heer van een hemels paradijs. 